# Іан Хо (плавець)
Іан Хо (25 квітня 1997) — гонконгський плавець.
Учасник Олімпійських Ігор 2020 року, де в попередніх запливах на дистанціях 50 і 100 метрів вільним стилем посів, відповідно, 32-ге і 34-те місця й не потрапив до півфіналів.